# Horror Stories 2
Horror Stories 2 (en hangul, 무서운 이야기 2; romanización revisada, Mu-seo-un Iyagi) es una película de horror de 2013, compuesta por cuatro episodios dirigidos por cuatro diferentes directores surcoreanos. Se exhibió en el Puchon International Fantastic Film Festival y el Sitges Film Festival en 2013, y ganó el Silver Raven prize en la competición Internacional del Brussels International Fantastic Film Festival 2014.
Es la secuela de Horror Stories, película con un formato similar estrenada en 2012.

## Historias

### 444
- Sinopsis: Se-young, una mujer con la extraordinaria capacidad de comunicarse con personas muertas, trabaja en una compañía de seguros. El mánager Park, su jefe, asume que ella tiene algún tipo de poder especial y está decidido a probarlo. Una noche en la que todos ya se han retirado de la compañía, Park lleva a Se-young a la sala de archivo llena de reportes de casos de los que escoge tres aleatoriamente. Luego le pide a Se-young que le diga que sucedió exactamente en aquellos casos. Se-young, que percibe un aura oscura alrededor de su jefe, le cuenta la historia de cada caso. Cada vez que finaliza una de las historias el aura se hace más grande y más oscura, mientras Se-young intenta advertir al señor Park sobre eso.
- Dirigida por Min Kyu-dong.
- Lee Se-young como Se-young.
- Park Sung-woong como Mánager Park.

### The Cliff
- The Cliff (hangul: 절벽Jeol-byeok) (duración: 23 minutos)
- Sinopsis: después de caer de la cima de una montaña dos amigos sobreviven afortunadamente. Pero mientras esperan ser rescatados su amistad se romperá debido a una barra de chocolate. Para sobrevivir uno de ellos debe morir. (Adaptación del popular webton The Cliff de Oh Seong-dae.)[5][6]
- Dirigida por Kim Sung-ho.
- Sung Joon como Dong-wook.[7]
- Lee Soo-hyuk como Sung-kyun.

### The Accident
The Accident (hangul: 사고||Sa-go) (duración: 23 minutos)
- Sinopsis: tres jóvenes mujeres fallan en el examen de certificación. Para animarse, las chicas se disponen a realizar un viaje a las montañas, pero se ven envueltas en un accidente y su auto se descompone. A pesar de sus heridas se deciden por caminar para salir de la montaña.
- Dirigida por Kim Hwi.
- Baek Jin-hee como Kang Ji-eun.
- Kim Seul-gi como Yoon Mi-ra.
- Jung In-sun como Gil Sun-joo.

### The Escape
- The Escape (hangul: 탈출Tal-chool) (duración: 30 minutos)
- Sinopsis: Byeong-shin es un profesor practicante, quien es humillado por sus estudiantes en su primer día de clases. Después de conocer a Tan-hee, una chica obsesionada con la magia negra, él imita uno de sus hechizos. Y posteriormente se descubre a sí mismo atrapado en el corredor al infierno.
- Dirigida por Jung Bum-sik.
- Go Kyung Pyo como Go Byeong-shin.
- Kim Ji Won como Sa Tan-hee.
- Im Won-hee como Profesor.
- Kim Ye-won como la novia de Byeong-shin.
- Gil Eun-hye como la hermana mayor de Tan hee.